# Кивикан
Кивика́н (исп. Quivicán) — город и муниципалитет провинции Маябеке на западе Кубы. Расположен на юго-западе провинции, у залива Батабано. Название происходит от таино. Город основан в 1700 году.

## Население
Население в 2004 году составило 29 253 человек.

## История
Поселение было основано в 1700 году. Статус муниципалитета с 1919 года. 
В 1982 году в городе был открыт музей.

## Известные уроженцы
- Чучо Вальдес (род. 1941) — пианист.